# Black Isle (Écosse)
Pour les articles homonymes, voir Black Isle.
Black Isle (gaélique écossais an t-Eilean Dubh, ən̴̪ tʲelan d̪̊uh) est une péninsule à l'est des Highlands écossais, dans le comté de Ross and Cromarty. Le nom inclut presque toujours l'article the (The Black Isle).
La péninsule comprend la ville de Cromarty et les villages de Conon Bridge, Muir of Ord, Munlochy, Avoch, Rosemarkie, Fortrose, Tore, North Kessock et Culbokie.

## Description

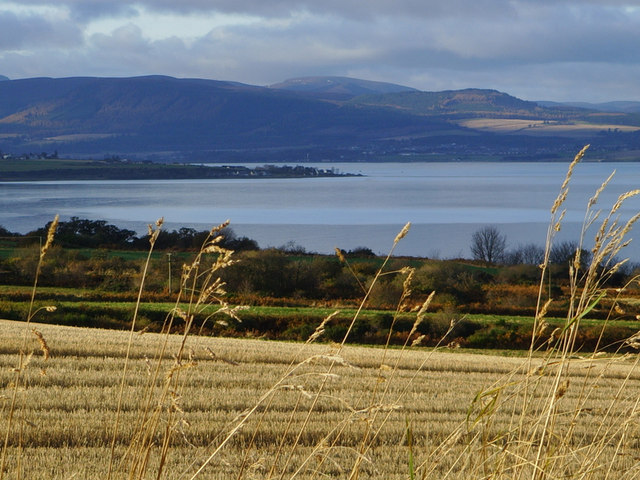
Champ fauché près d'Allerton, Black Isle, à 4 km de Cromarty, Highland

En dépit de son nom, the Black Isle n'est pas une île, mais une péninsule, entourée par trois baies de la mer du Nord ; le Cromarty Firth au nord, le Beauly Firth au sud et le Moray Firth à l'est.
Le côté ouest est limité par des cours d'eau, dont notamment la rivière Conon (en).

## Histoire
En 2017, une équipe d'archéologues découvre dans une grotte le squelette d'un homme assassiné à Black Isle entre 430 et 630. D'après l'examen du squelette, il ressort que la victime a reçu au moins cinq impacts sur le visage et le crâne. Pour les spécialistes, l'homme, dont le visage a été reconstitué, était un Picte.

## Économie
Les activités sur la péninsule sont l’agriculture, le tourisme et l'exploitation forestière. Il y a une distillerie de whisky. La région sert aussi de banlieue-dortoir pour Inverness, accessible au sud par l'A9.

## Source
- (en) Cet article est partiellement ou en totalité issu de l’article de Wikipédia en anglais intitulé « Black Isle » (voir la liste des auteurs).